# Selección de netball de Irlanda del Norte
La Selección de netball de Irlanda del Norte representa a Irlanda del Norte en torneos internacionales de netball como el Campeonato Mundial de Netball, los Juegos de la Mancomunidad, el Campeonato Europeo de Netball y la Copa de Naciones. El equipo fue fundado en 1955. Irlanda del Norte ganó la Copa de Naciones tanto en 2009 como en 2015 y fue medallista de plata en los Campeonatos Europeo de Netball de 2012 y 2017. A partir del 21 de julio de 2019, Irlanda del Norte figuraba en el puesto 11 en el ranking mundial INF. Desde 2019, el equipo ha sido patrocinado por PwC y, a veces, se lo conoce como PwC Warriors.

## Participaciones

### Campeonato Mundial de Netball
| Año   | Pos.           |
| ----- | -------------- |
| 1963  | 11°            |
| 1967  | 8°             |
| 1971  | 9°             |
| 1975  | 17°            |
| 1979  | 7°             |
| 1983  | 10°            |
| 1987  | 12°            |
| 1991  | 18°            |
| 1995  | No clasificó   |
| 1999  | 16°            |
| 2003  | 19°            |
| 2007  | No clasificó   |
| 2011  | 8°             |
| 2015  | No clasificó   |
| 2019  | No clasificó   |
| 2023  | Por determinar |
| Total | 11/15          |

### Juegos de la Mancomunidad
| Año         | Pos.           |
| ----------- | -------------- |
| 1998 a 2010 | No participó   |
| 2014        | 7°             |
| 2018        | 8°             |
| 2022        | Por determinar |
| Total       | 2/6            |

### Campeonato Europeo de Netball
| Año   | Pos.              |
| ----- | ----------------- |
| 2010  | 4°                |
| 2011  | Medalla de bronce |
| 2012  | Medalla de plata  |
| 2013  | Medalla de bronce |
| 2014  | Medalla de bronce |
| 2015  | 4°                |
| 2016  | 4°                |
| 2017  | Medalla de plata  |
| 2019  | Medalla de bronce |
| Total | 9/9               |

### Copa de Naciones
| Año         | Pos.              |
| ----------- | ----------------- |
| 2006        | No participó      |
| 2007        | Medalla de bronce |
| 2008        | No participó      |
| 2009        | Medalla de oro    |
| 2010 a 2014 | No participó      |
| 2015        | Medalla de oro    |
| 2016 a 2019 | No participó      |
| Total       | 3/14              |

## Equipo

### Equipo actual
| Nombre               | Pos.       | Fecha de nacimiento                | Altura          | Club               | Pdos. | Equipo técnico            |
| -------------------- | ---------- | ---------------------------------- | --------------- | ------------------ | ----- | ------------------------- |
| Lisa Bowman          | GS         | 2 de noviembre de 1988 (30 años)   | 1,88 m (6′ 2″)  |                    |       | Equipo técnico - Dan Ryan |
| Niamh Cooper         | WA, C, WD  | 29 de julio de 1992 (26 años)      | 1,74 m (5′ 9″)  | Kingsway           | 43    | Equipo técnico - Dan Ryan |
| Shaunagh Craig       | GA, GS     | 5 de abril de 1993 (26 años)       | 1,87 m (6′ 2″)  | Belfast Ladies     | 0     |                           |
| Ciara Crosbie        | GS, GA     | 17 de julio de 1994 (24 años)      | 1,80 m (5′ 11″) | Belfast Ladies     | 9     |                           |
| Michelle Drayne      | WD, C, WA  | 22 de septiembre de 1988 (29 años) | 1,67 m (5′ 6″)  | Saracens Mavericks | 58    |                           |
| Noleen Lennon        | GS, GK     | 22 de marzo de 1984 (35 años)      | 1,86 m (6′ 1″)  | Belfast Ladies     |       |                           |
| Gemma Lawlor         | GK, GD     | 30 de abril de 1987 (32 años)      | 1,79 m (5′ 10″) | Belfast Ladies     | 87    |                           |
| Emma Magee           | WA, GA, GS | 11 de noviembre de 1997 (21 años)  | 1,76 m (5′ 9″)  | Westside           | 2     |                           |
| Michelle Magee       | WD, GD     | 13 de enero de 2000 (19 años)      | 1,80 m (5′ 11″) | Kingsway           | 11    |                           |
| Lisa McCaffrey       | WA, C, WD  | 26 de septiembre de 1986 (32 años) | 1,69 m (5′ 7″)  | Belfast Ladies     | 56    |                           |
| Caroline O'Hanlon () | C, WA      | 8 de agosto de 1984 (34 años)      | 1,74 m (5′ 9″)  | Manchester Thunder | 96    |                           |
| Fionnuala Toner      | WD, GD     | 6 de marzo de 1990 (29 años)       | 1,76 m (5′ 9″)  | London Pulse       | 75    |                           |
| Neamh Woods          | WA, C, WD  | 3 de mayo de 1989 (30 años)        | 1,70 m (5′ 7″)  | Larkfield          | 30    |                           |

## Directores técnicos
| Técnico        | Años          |
| -------------- | ------------- |
| Elaine Rice    | 2008-2011     |
| Jill McIntosh  | 2012          |
| Kate Carpenter | 2013-2015     |
| Elaine Rice    | 2015          |
| Julie Kimber   | 2015          |
| Elaine Rice    | 2016-2018     |
| Dan Ryan       | 2018-presente |

## Palmarés
- Copa de Naciones
  - Ganadores: 2009, 2015:  (2)
- Campeonato Europeo de Netball
  - Finalista: 2012, 2017:  (2)